# Тохо-Мару (9997)
Тохо-Мару (9997) — корабель, який під час Другої світової війни брав участь у операціях японських збройних сил на Тихому океані. 
Судно спорудили в 1936 році на верфі Kawasaki Dockyard у Кобе для компанії Iino Kaiun Kaisha.  
У серпні 1941-го судно реквізували для потреб Імперського флоту Японії, після чого з 24 вересня по 3 жовтня він пройшов певне переобладнання на верфі Mitsubishi Zosen у Йокогамі. Невдовзі «Тохо-Мару» також отримав змогу провадити бункерування інших кораблів у морі і в листопаді взяв участь у відповідних тренуваннях.
У межах підготовки до удару по Перл-Гарбору «Тохо-Мару» та ще кілька танкерів зібрались у затоці Хітокаппу на острові Еторофу (наразі Ітуруп) у Курильському архіпелазі. 26 листопада 1941-го ця група полишила Еторофу та попрямувала до центральної частини Тихого океану. На початку грудня танкери розпочали дозаправку бойових кораблів, яка відбувалась в умовах штормового моря, зокрема, «Тохо-Мару» 4 грудня дозаправив есмінець «Акігумо». 5 грудня «Тохо-Мару» разом з кількома іншими танкерами рушило під охороною есмінця «Араре» до району очікування, в якому мало зустрітись з бойовими кораблями на їх зворотному шляху. 21 грудня группа «Тохо-Мару» провела дозаправку коаблів ударного з’єднання в районі островів Огасавара, а 23 грудня танкер повернувся до Японії. 
У межах наступного завдання «Тохо-Мару» вирушив до головної японської бази в Океанії, що знаходилась на атолі Трук (центральна частина Каролінських островів). Є дані, що він навіть двічі ходив туди – перший раз 12 – 18 січня 1942-го, після чого 23 січня повернувся до Японії, а не пізніше першої декади лютого знову був на Труці. Відомо, що 10 та 17 лютого він заправляв легкий авіаносець «Сьохо» (також в ті дні були заправлені і кілька менших кораблів). 20 лютого «Тохо-Мару» вийшов з Труку для забезпечення дій загону із 3 важких та 2 легких крейсерів, які готувались до протидії ворожому авіаносному з'єднанню, що було виявлене на початковому етапі рейду проти Рабаула (передова база в архіпелазі Бісмарка, захоплена японським десантом в січні 1942-го). Враховуючи втрату ефекту несподіванки, американці відмовились від рейду, а крейсери 23 лютого повернулись на Трук. 
24 лютого – 1 березня 1942-го танкер прослідував з Труку до Токійської затоки, 7 – 15 березня здійснив зворотній рейс, а вже 22 березня був у Рабаулі. Станом на кінець квітня він все ще залишався на цій базі, причому 30 квітня поповнив свої запаси від двох інших танкерів. 1 травня «Тохо-Мару» вийшов з Труку в межах операції, спрямованої на створення баз на сході Соломонових островів та захоплення новогвінейського Порт-Морсбі. 4 та 6 травня танкер провадив дозаправку кораблів ударного з’єднання, зокрема, авіансоців «Дзуйкаку» та «Сьокаку». Невдовзі відбулась битва у Коралловому морі, яка змусила японське командування відмовитись від продовження операції, а 10 травня «Тохо-Мару» прибув на якірну стоянку Шортленд – нещодавно організовану японську базу у прикритій групою невеликих островів Шортленд акваторії біля південного завершення острова Бугенвіль.
13 травня 1942-го «Тохо-Мару» вийшов з Шортленду для забезпечення дій важких крейсерів «Мьоко» та «Хагуро», які під прикриттям 3 есмінців здійснювали дистанційне прикриття операції взяття під контроль островів Науру та Оушен. 14 травня танкер провів дозаправку всіх 5 кораблів загону, а 15 травня надійшло повідомлення про перебування в регіоні американського авіаносного з'єднання (це були авіаносці USS Enterprise та USS Hornet, які не встигли прибути вчасно, щоб узяти участь у битві в Кораловому морі). На основі цієї інформації японці скасували операцію з оволодіння Науру (лише в серпні, після висадки американців на Гуадалканалі, вони повернуться до питання розширення контролю на сході Мікронезії). Не пізніше 17 травня всі кораблі були на Труці, звідки 17 – 23 травня «Тохо-Мару» здійснив перехід до Японії. 
29 травня 1943-го «Тохо-Мару» вийшов з Хашіраджіми в межах операції проти атолу Мідвей. За кілька японське ударне з’єднання зазнало катастрофічної поразки в битві під Мідвеєм, а 15 червня танкер прибув до Куре.
28 червня 1942-го «Тохо-Мару» вийшов з Йокосуки для підтримки операцій у північному регіоні (за єдиним задумом із нападом на Мідвей японці висадились на Алеутських островах). 10 липня танкер вивели зі складу групи забезпечення Північних сил.
7 серпня 1942-го союзники висадились на сході Соломонових островів, що започаткувало шестимісячну битву за Гуадалканал. 14 серпня «Тохо-Мару» полишив Йокосуку та попрямував до Океанії, при цьому відомо, що він здійснював дозаправку в морі авіаносця «Дзуйкаку» (21 серпня) та важкого крейсера «Судзуя» (22 та 23 серпня). 3 вересня танкер повернувся до Японії, а 7 вересня знову рушив до Океанії. Відомо, що 17 вересня він здійснив дозаправку у морі лінкора «Кірісіма», а 23 вересня був на Шортленді, де заправив важкі крейсери «Аоба», «Фурутака» та «Кінугаса». 4 жовтня танкер вже був у Японії.
9 жовтня 1942-го почався черговий похід, під час якого з 17 по 24 жовтня «Тохо-Мару» заправляв кораблі зі складу ударного з’єнання, що патрулювало північніше від Соломонових островів, зокрема, відомо про дозаправку важких крейсерів «Судзуя» (тричі), «Тікума», «Мьоко», «Кумано» (двічі). 30 жовтня танкер повернувся на (на той час ударне з’єднання вже провело битву при островах Санта-Круз), а 6 листопада досягнув Японії. Станом на цей час «Тохо-Мару» з початку війни провів вже біля 400 операцій із дозаправки та передав біля 110 тисяч тон пального.
15 листопада 1942-го танкер вийшов у черговий рейс в межах операцій в океанії, проте на цей раз він спершу попрямував до Таракану та Балікпапану – центрів нафтовидобувної промисловості на східному узбережі острова Борнео.  В подальшому «Тохо-Мару» досягнув Рабаула (тепер це була важлива база, з якої японці провадили операції на Соломонових островах та сході Нової Гвінеї), а 15 – 16 грудня перейшов до Кавієнга (друга за значенням японська база в архіпелазі Бісмарка на північному завершенні острова Нова Ірландія). 8 січня 1943-го танкер прибув на Трук.
30 січня 1943-го «Тохо-Мару» вийшов з Труку, а 22 лютого повернувся сюди з новим вантажем пального.
13 березня 1943-го танкер вийшов з Труку та знову прослідував до нафтовидобувного району Борнео. Вночі 29 березня він прямував у складі конвою в північній частині Макасарської протоки, де був атакований американським підводним човном USS Gudgeon. Останній випустив 6 торпед та доповів про 4 влучання, які стали фатальними для «Тохо-Мару».